# 伊宁县
伊宁县是中国新疆维吾尔自治区伊犁哈萨克自治州所辖的一个县。总面积6152.55平方公里，其中新疆生产建设兵团农四师团场占地为59.45平方公里。常住人口約37万人。伊宁县原名“宁远县”，始建于清光绪十四年（1888年），因县治宁远城而得名。

## 地理
伊宁县地处伊犁河谷盆地东部。东连尼勒克县，西邻伊宁市和霍城县，南濒伊犁河与察布查尔锡伯自治县、巩留县隔河相望，北依天山支脉科古尔琴山与博尔塔拉蒙古自治州之博乐市、精河县为界，县內阿布热勒山与尼勒克县接壤。

## 行政区划
伊宁县下辖8个镇、9个乡、1个民族乡：
吉里于孜镇、墩麻扎镇、英塔木镇、胡地亚于孜镇、巴依托海镇、阿热吾斯塘镇、萨木于孜镇、喀什镇、吐鲁番于孜乡、喀拉亚尕奇乡、武功乡、萨地克于孜乡、愉群翁回族乡、维吾尔玉其温乡、麻扎乡、温亚尔乡、阿乌利亚乡和曲鲁海乡。

## 人口
2020年末，根據全國第七次人口普查統計顯示：伊宁县常住人口为365307人。
2008 年，伊寧縣總人口為 401 762 人，人口結構如下：
- 男性206181人，佔總人口的51.32%，女性195 581人，佔總人口的48.68 %。
- 城鎮人口53510人，佔總人口的13.32 %，鄉村人口348252人，佔總人口的86.68% 。
- 少數民族人口330377人，佔全縣總人口的82.23%。其中維吾爾族181189人，佔總人口的45.09% ；漢族71385人，佔17.77% ；哈薩克族49436人，佔12.31% ；回族63457人，佔15.79% ；東鄉族27007人，佔6.7%；撒拉族3001人，佔 0.75%。

## 名人
1989年學運領袖之一的吾爾開希，原名吾爾開希．多萊提（維吾爾語：ئۆركەش دۆلەت，拉丁維文：Örkesh Dölet）。

## 交通
- 218国道
- 577国道